# Þinga þáttr

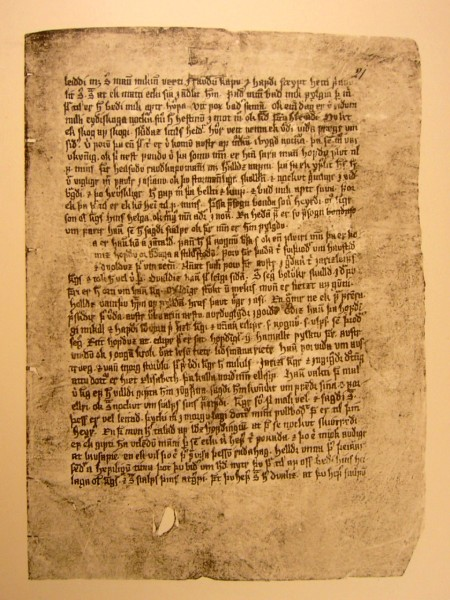
Þinga þáttr aparece en la versión AM 66 fol., de Hulda-Hrokkinskinna.

Þinga þáttr (o el relato del thing) es una historia corta islandesa (þáttr) que trata sobre el entramado jurídico de Islandia medieval. Sobreviven varias copias en diversas compilaciones que se conservan en el Instituto Arnamagnæan de Copenhague y el Instituto Árni Magnússon de Reikiavik:
- AM 42 fol. c. 1675 - 1700
- AM 45 fol. - Fríssbók: Codex Frisianus (Sagas de los reyes de Noruega) c. 1300 - 1325[1]
- AM 47 fol. - Eirspennill c. 1300 - 1350[2]
- AM 66 fol. - Hulda c. 1350 - 1375
- GKS 1009 fol. - Morkinskinna c. 1275[3]
- GKS 1010 fol. - Hrokkinskinna c. 1400 - 1450[4]